# Leonard Gershe
Leonard Gershe (* 10. Juni 1922 in New York City; † 9. März 2002 in Beverly Hills, Kalifornien) war ein US-amerikanischer Dramatiker und Drehbuchautor.

## Leben
Gershe begann seine Karriere als Librettist von Musicals. In London arbeitete er 1947 mit dem Komponisten Richard Addinsell zusammen. In den 1950er Jahren war er auch als Drehbuchautor tätig, zunächst für einige Fernsehserien, später auch für Filme. 1957 startete der Musikfilm Funny Face in den Kinos. In den Hauptrollen tanzten und spielten Fred Astaire und Audrey Hepburn. Funny Face war ursprünglich inspiriert durch Leonard Gershes Freundschaft mit dem Fotografen Richard Avedon und seiner Frau Doe, einem Modell. Gershe war von Does Schönheit und ihrer Ambivalenz gegenüber dem eigenen Beruf beeindruckt. Avedon diente als Vorbild für die Figur des von Fred Astaire verkörperten Fotografen und stand für den Film als visueller Berater zur Verfügung. 1958 wurde Gershe für sein Drehbuch zu Funny Face in der Kategorie Bestes Originaldrehbuch für den Oscar nominiert. Er schrieb außerdem neben zahlreichen Drehbüchern eigene Bühnenstücke. Gershe verstarb an den Folgen eines Schlaganfalls.

„Wenn ich an Audrey Hepburn in Funny Face denke, kommt mir immer wieder in den Sinn, was ihre Mutter zu mir sagte, als ich sie traf. 'Ich las das Skript, als es zu Audrey nach Paris geschickt wurde,' sagte sie, 'und ich kann kaum glauben, dass es jemand geschrieben hat, der sie nicht kannte. Man findet darin alle Facetten von ihr, ich meine, man kann sagen: es ist Audrey'. Nun, da ich Audrey kenne, stimme ich dem von ganzem Herzen zu, sie ist Funny Face.“

## Schmetterlinge sind frei
Ab 1969 wurde mit Schmetterlinge sind frei (Butterflies Are Free) Gershes bekannteste und erfolgreichste Komödie am Broadway mit mehr als 1100 Vorstellungen aufgeführt. Als Inspiration für Schmetterlinge sind frei diente Gershe ein Zeitungsreport über einen jungen Mann aus Scarsdale, der entschlossen war, trotz seiner Blindheit erfolgreich zu werden. Dieser veröffentlichte 1972 seine Autobiografie.
Das Stück handelt von dem seit seiner Geburt blinden Don Baker, der versucht, sich von seiner übermäßig fürsorglichen Mutter Mrs. Florence Baker zu emanzipieren. Er ist von zuhause ausgezogen, um sich der mütterlichen Bevormundung zu entziehen, und hat eine heruntergekommene Wohnung in New York bezogen. Dort trifft er auf seine Nachbarin Jill, eine hippe und extrovertierte junge Frau, die davon träumt, Schauspielerin zu werden. Der Charakter der Jill basiert auf Mia Farrow, mit der Gershe in New York Tür an Tür wohnte. Jill ist fasziniert davon, wie souverän Don mit seiner Blindheit umgeht. Beide stürzen sich in eine stürmische Affäre. Überraschend taucht Dons Mutter Mrs. Baker auf, obwohl Don mit ihr vereinbart hatte, dass sie ihn zwei Monate nicht besuchen solle. Die erfolgreiche Kinderbuchautorin ist entsetzt über die nur leicht bekleidete Jill und die ungeordneten Verhältnisse. Sie möchte ihren Sohn wieder nach Hause bringen. Aber sie muss erkennen, dass Don erwachsener und selbstbewusster geworden ist. Inzwischen hat Jill bei dem Regisseur Ralph vorgesprochen. Dieser besorgt ihr eine kleine Nebenrolle und Jill zieht zu Ralph. Für Don ist dies eine herbe Enttäuschung, er will nun doch wieder nach Hause zurück. Mrs. Baker aber hat  die Einsicht gewonnen, dass für Don Unabhängigkeit und Selbständigkeit wichtig sind. Sie gibt ihre bevormundende Mutterrolle auf und drängt Don dazu, sein Leben selbst in die Hand zu nehmen. Don bleibt in seiner Wohnung in New York.
Für die Verfilmung des Stücks mit Goldie Hawn aus dem Jahr 1972 verfasste Gershe selbst das Drehbuch. Eileen Heckart, welche im Film die Mutter Mrs. Baker spielte, gewann einen Oscar als beste Nebendarstellerin.

## Nominierungen
- 1958: Academy Award for Best Writing, Story and Screenplay, Written Directly for the Screen (Funny Face)
- 1958: Writers Guild of America Award for Best American Musical (Funny Face)
- 1973: Writers Guild of America Award for Best Comedy Adapted from Another Medium (Schmetterling sind frei)
- 1974: Writers Guild of America Award for Best Comedy Adapted from Another Medium (40 Carats)

## Filmografie (Auswahl)
- 1957: Seidenstrümpfe (Silk Stockings)
- 1957: Ein süßer Fratz (Funny Face)
- 1972: Schmetterlinge sind frei (Butterflies Are Free)
- 1972: Vierzig Karat (Forty Carats)
- 1976: Hollywood, Hollywood! (That's Entertainment, Part II)